# Salacca magnifica
Salacca magnifica är en enhjärtbladig växtart som beskrevs av Mogea. Salacca magnifica ingår i släktet Salacca och familjen Arecaceae. Inga underarter finns listade i Catalogue of Life.

## Bildgalleri

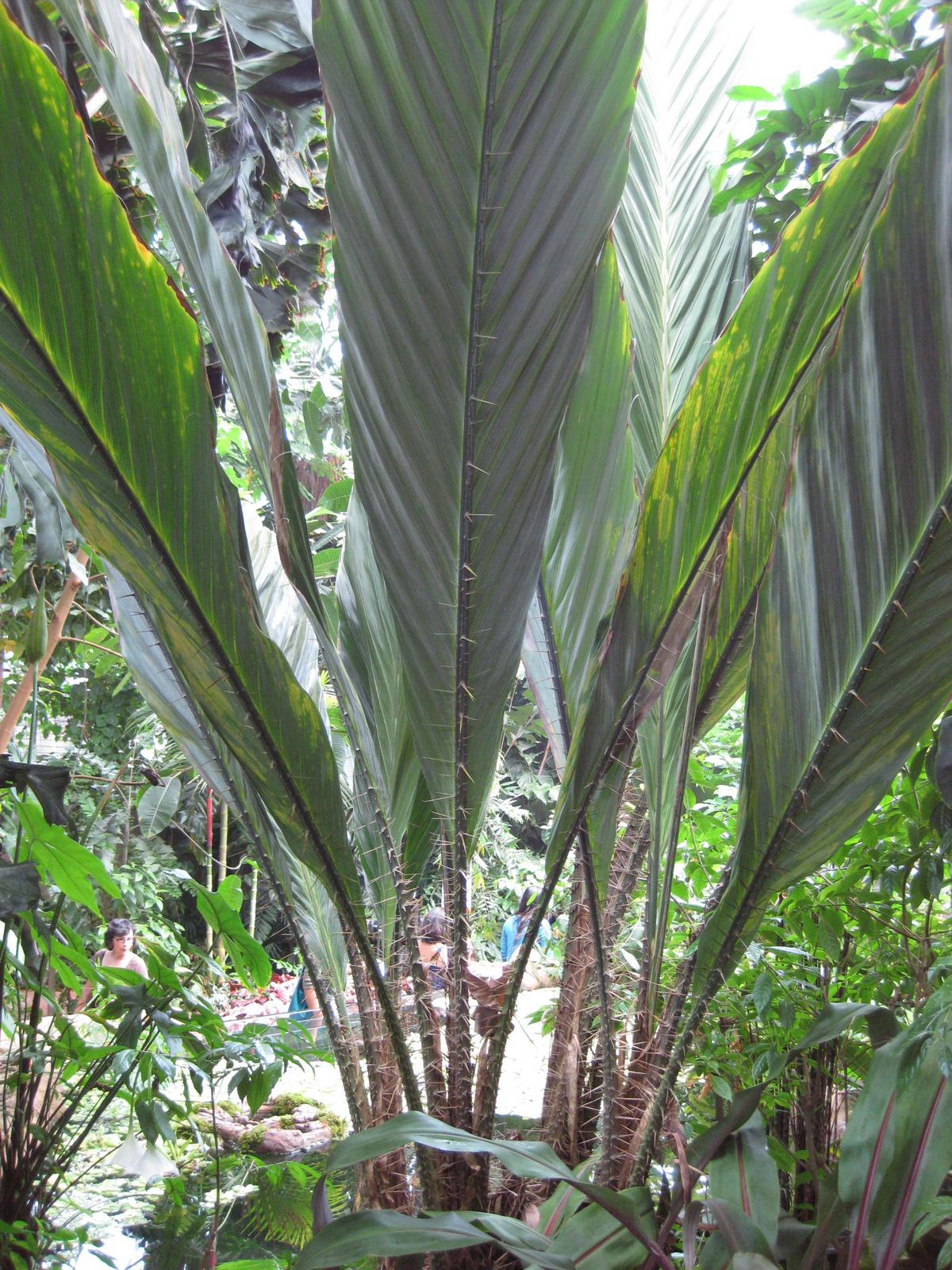
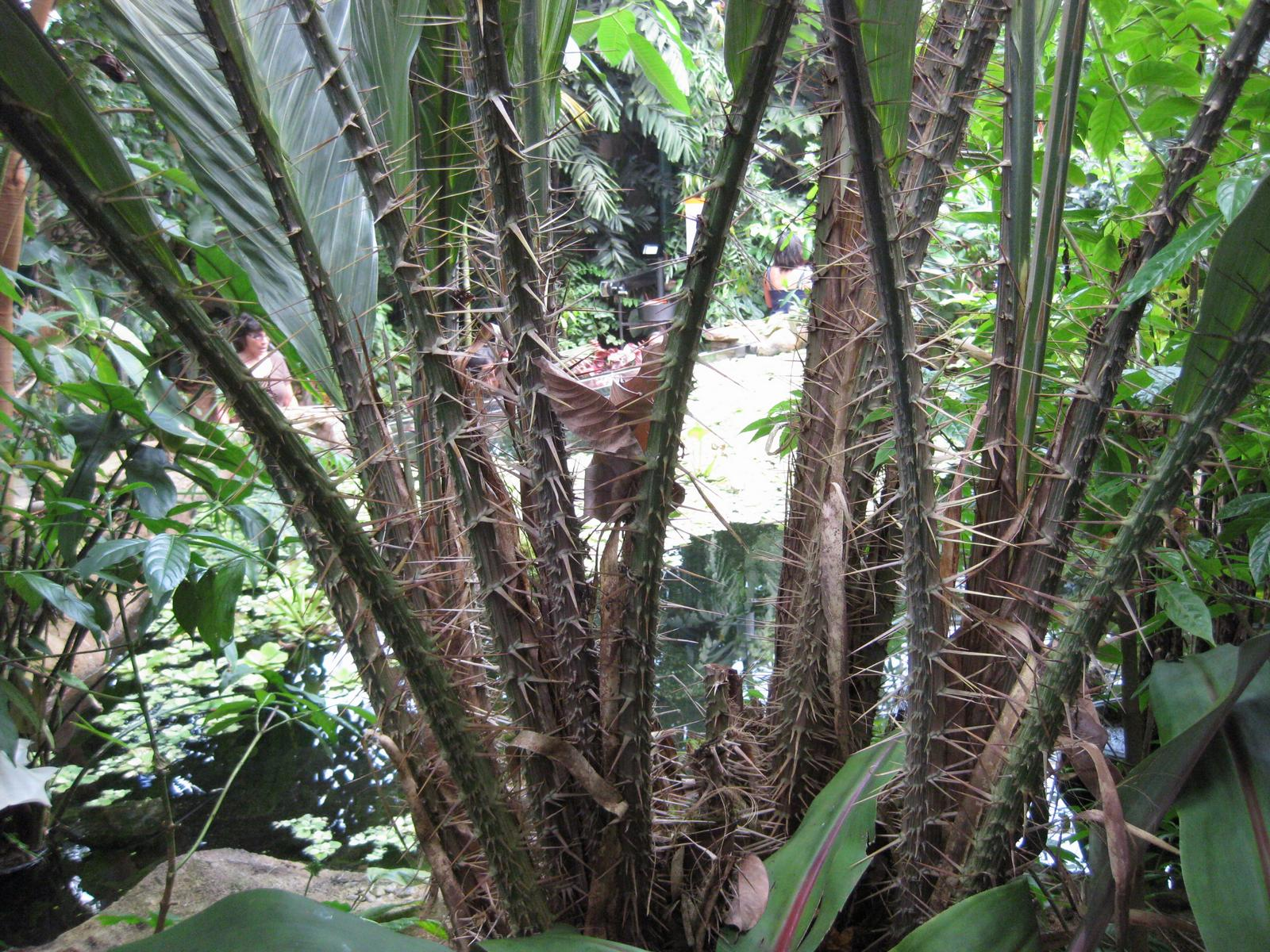
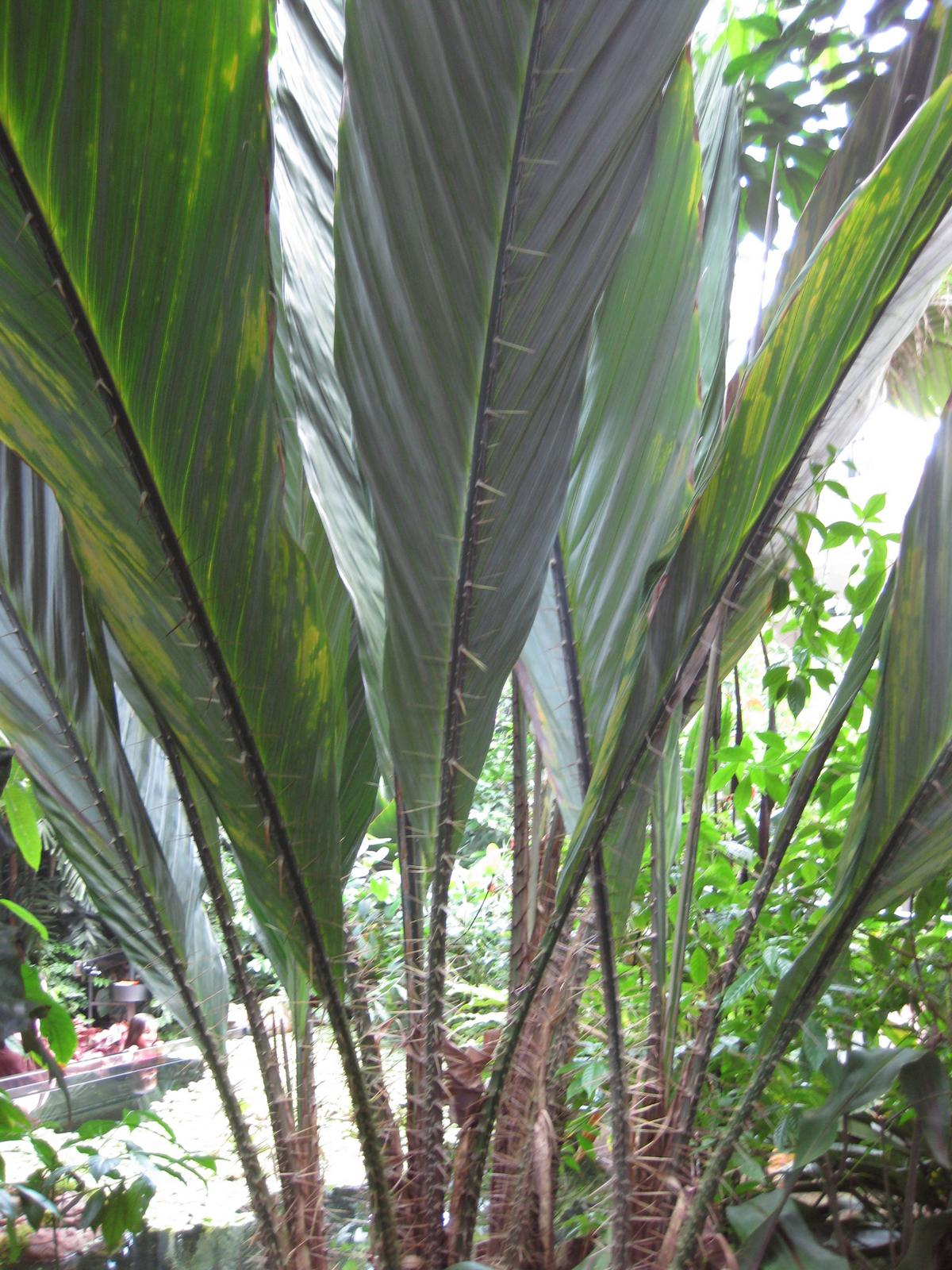
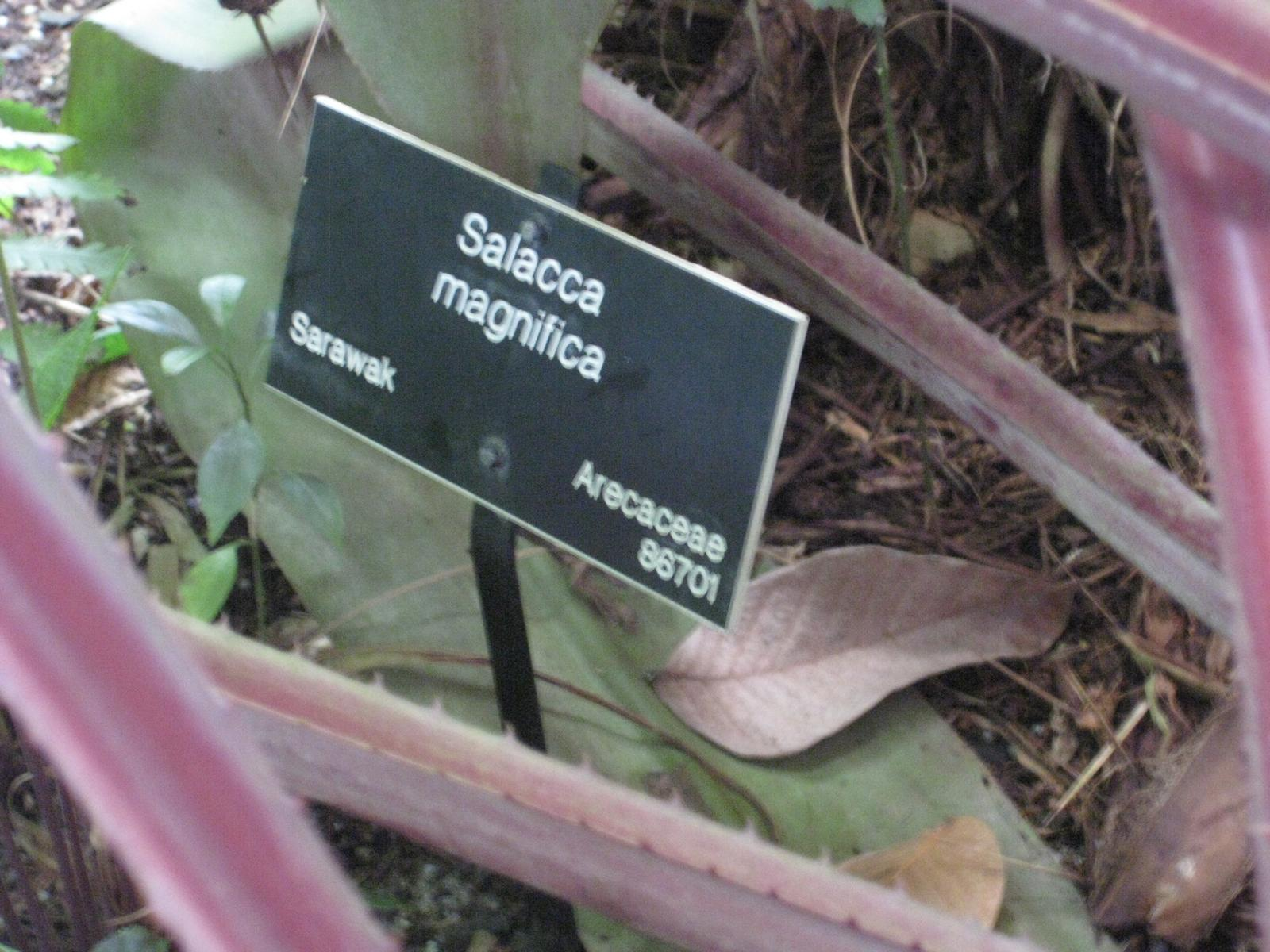